# OFC Futsal Cup 2023
L'OFC Futsal Cup 2023 è  stato il 14º campionato oceaniano per le nazioni di calcio a 5, e si disputa ad Auckland, in Nuova Zelanda, dal 1º al 7 ottobre 2023.

## Squadre qualificate
Hanno fatto il loro ingresso nella competizione otto delle 11 nazionali affiliate alla FIFA.
| Qualificate                    | Pres. | Miglior risultato                             |
| ------------------------------ | ----- | --------------------------------------------- |
| Figi                           | 11ª   | Secondo posto (1999, 2009, 2010)              |
| Isole Salomone                 | 10ª   | Campione (2008, 2009, 2010, 2011, 2016, 2019) |
| Nuova Caledonia                | 10ª   | Secondo posto (2014)                          |
| Nuova Zelanda (organizzatrice) | 12ª   | Campione (2022)                               |
| Samoa                          | 5ª    | Quarto posto (1996)                           |
| Tahiti                         | 8ª    | Secondo posto (2008, 2011)                    |
| Tonga                          | 3ª    | Ottavo posto (2019, 2022)                     |
| Vanuatu                        | 14ª   | Secondo posto (1992, 1996)                    |

## Formato
La competizione prevede due gironi di 4 squadre, in cui le prime due avanzano alle semifinali per il titolo, mentre le altre accedono alle semifinali per il quinto posto.

## Fase a gironi
Gli orari indicati sono locali, NZDT (UTC+13).

### Gruppo A
| Squadra           | P.ti | G | V | N | P | GF | GS | DR  |
| ----------------- | ---- | - | - | - | - | -- | -- | --- |
| Nuova Zelanda (H) | 9    | 3 | 3 | 0 | 0 | 27 | 5  | +22 |
| Figi              | 6    | 3 | 2 | 0 | 1 | 13 | 8  | +5  |
| Vanuatu           | 3    | 3 | 1 | 0 | 2 | 24 | 10 | +14 |
| Tonga             | 0    | 3 | 0 | 0 | 3 | 2  | 43 | -41 |

| Arbitri: | Rex Kamusu Philip Mana Francis Roni |
| Crono:   | Charlemagne Waheo                   |

|                                                                                |           |  |
| Khan 7’ Nand 12’, 39’ B. Hughes 17’, 25’ Baravilala 20’, 22’, 37’ R. Singh 25’ | Marcatori |  |

| Arbitri: | Majid Al Hatmi Arnaud Llambrich Yahya Alathwani |
| Crono:   | Francis Roni                                    |

|                                                                |           |                                |
| Manickum 1’ Ali 8’ Wisnewski 11’ Sharplin 18’, 24’ Hawkins 19’ | Marcatori | 27’ Coulon 29’ Lehi 36’ Donald |

| Arbitri: | Yahya Alathwani Ismail Msawed Hiro Deligny |
| Crono:   | Rex Kamusu                                 |

|               |           | |
| Kefu 28’, 33’ | Marcatori | 1’, 15’ Donald 9’, 34’, 36’ Timatua 17’ Mesau 19’ (rig.), 19’, 39’ Nona 22’, 33’, 40’ Coulon 23’ (aut.) Uhatahi 28’, 30’ Gete 31’, 32’, 36’ Mahit 34’, 35’ Lehi |

| Arbitri: | Jonathon Moore Francis Roni Rex Kamusu |
| Crono:   | Arnaud Llambrich                       |

|                                                                                  |           |                          |
| Martin 6’ Radrigai 7’ (aut.) Ditfort 12’, 28’ Ali 22’ Wisnewski 23’ Sharplin 24’ | Marcatori | 13’ Khan 39’ Waranaivalu |

| Arbitri: | Charlemagne Waheo Hiro Deligny Arnaud Llambrich |
| Crono:   | Philip Mana                                     |

|  |           | |
|  | Marcatori | 2’ Manickum 9’, 10’, 31’ Ashby-Peckham 13’ Ditford 15’ (rig.), 37’ Martin 16’ Twigg 16’ Hawkins 20’, 31’ Ali 28’, 29’ Paulsen 33’ (aut.) Otukolo |

| Arbitri: | Rex Kamusu Zac Keenan Nicholas Backo |
| Crono:   | Francis Roni                         |

|             |           |                              |
| Timatua 32’ | Marcatori | 8’ Waranaivalu 10’ S. Hughes |

### Gruppo B
| Squadra         | P.ti | G | V | N | P | GF | GS | DR  |
| --------------- | ---- | - | - | - | - | -- | -- | --- |
| Tahiti          | 7    | 3 | 2 | 1 | 0 | 15 | 8  | +7  |
| Isole Salomone  | 5    | 3 | 1 | 2 | 0 | 20 | 9  | +11 |
| Nuova Caledonia | 4    | 3 | 1 | 1 | 1 | 12 | 9  | +3  |
| Samoa           | 0    | 3 | 0 | 0 | 3 | 4  | 25 | -21 |

| Arbitri: | Huynh Thanh Nicholas Backo Malkom Mayoho |
| Crono:   | Norafendy Norhayalan                     |

|                                                        |           |  |
| M. Maihuri 17’, 36’ V. Tinomoe 29’ K. Maihuri 30’, 34’ | Marcatori |  |

| Arbitri: | Antony Riley Norafendy Norhayalan Chris Sinclair |
| Crono:   | Jonathon Moore                                   |

|                    |           |                   |
| Lea'alafa 22’, 30’ | Marcatori | 6'’ Pei 16’ Hmaen |

| Arbitri: | Norafendy Norhayalan Malkom Mayoho Nicholas Backo |
| Crono:   | Huynh Thanh                                       |

|                               |           |                                                                        |
| Tumua Leo 15’ Tavita To'o 39’ | Marcatori | 5’, 34’ Foubert 11’ Hmaen 17’ Pei 27’, 38’ Ponidja 30’ Rémi Boussemart |

| Arbitri: | Chris Sinclair Zac Keenan Antony Riley |
| Crono:   | Yahya Alathwani                        |

|                                                             |           |                                                        |
| Otainao 4’ Lea'alafa 18’ Calvin Do'oro 29’, 32’ E. Mana 39’ | Marcatori | 24’ M. Maihuri 25’, 33’ V. Tinomoe 35’, 37’ T. Tinomoe |

| Arbitri: | Majid Al Hatmi Huynh Thanh Nicholas Backo |
| Crono:   | Zac Keenan                                |

|                         |           | |
| Tumua 31’ Fa'amatau 32’ | Marcatori | 3’, 17’ Stevenson 4’, 35’ J. Mana 5’ (aut.) Alatina Talilai 10’, 11’, 21’, 24’ Lea'alafa 22’, 38’ Do'oro 26’ Bunano 29’ Misitana |

| Arbitri: | Antony Riley Chris Sinclair Jonathon Moore |
| Crono:   | Yahya Alathwani                            |

|                          |           |                                                             |
| Foubert 3’, 36’ Jiako 6’ | Marcatori | 5’, 22’ V. Tinomoe 10’ T. Tinomoe 15’ M. Maihuri 36’ Riaria |

## Fase a eliminazione diretta

### Tabellone
|  | Semifinali     | Semifinali     | Semifinali |        |               | Finale          | Finale          | Finale          |  |
|  |                |                |            |        |               |                 |                 |                 |  |
|  | Nuova Zelanda  | Nuova Zelanda  | 4          |        |               |                 |                 |                 |  |
|  | Nuova Zelanda  | Nuova Zelanda  | 4          |        |               |                 |                 |                 |  |
|  | Isole Salomone | Isole Salomone | 2          |        |               |                 |                 |                 |  |
|  | Isole Salomone | Isole Salomone | 2          |        | Nuova Zelanda | Nuova Zelanda   | 5               |                 |  |
|  |                |                |            |        | Nuova Zelanda | Nuova Zelanda   | 5               |                 |  |
|  |                |                | Tahiti     | Tahiti | 0             |                 |                 |                 |  |
|  | Tahiti         | Tahiti         | Tahiti     | Tahiti | 0             | 7               |                 |                 |  |
|  | Tahiti         | Tahiti         |            |        |               | 7               |                 |                 |  |
|  | Figi           | Figi           | 3          |        |               | Finale 3º posto | Finale 3º posto | Finale 3º posto |  |
|  | Figi           | Figi           | 3          |        |               |                 |                 |                 |  |
|  |                |                |            |        |               |                 |                 |                 |  |
|  |                |                |            |        |               | Isole Salomone  | Isole Salomone  | 5               |  |
|  |                |                |            |        |               | Isole Salomone  | Isole Salomone  | 5               |  |
|  |                |                |            |        |               | Figi            | Figi            | 3               |  |

### Tabellone 5º-8º posto
|  | Semifinali      | Semifinali      | Semifinali      |                 |         | Finale 5º posto | Finale 5º posto | Finale 5º posto |  |
|  |                 |                 |                 |                 |         |                 |                 |                 |  |
|  | Vanuatu         | Vanuatu         | 6               |                 |         |                 |                 |                 |  |
|  | Vanuatu         | Vanuatu         | 6               |                 |         |                 |                 |                 |  |
|  | Samoa           | Samoa           | 3               |                 |         |                 |                 |                 |  |
|  | Samoa           | Samoa           | 3               |                 | Vanuatu | Vanuatu         | 3               |                 |  |
|  |                 |                 |                 |                 | Vanuatu | Vanuatu         | 3               |                 |  |
|  |                 |                 | Nuova Caledonia | Nuova Caledonia | 5       |                 |                 |                 |  |
|  | Nuova Caledonia | Nuova Caledonia | Nuova Caledonia | Nuova Caledonia | 5       | 11              |                 |                 |  |
|  | Nuova Caledonia | Nuova Caledonia |                 |                 |         | 11              |                 |                 |  |
|  | Tonga           | Tonga           | 0               |                 |         | Finale 7º posto | Finale 7º posto | Finale 7º posto |  |
|  | Tonga           | Tonga           | 0               |                 |         |                 |                 |                 |  |
|  |                 |                 |                 |                 |         |                 |                 |                 |  |
|  |                 |                 |                 |                 |         | Samoa           | Samoa           | 4               |  |
|  |                 |                 |                 |                 |         | Samoa           | Samoa           | 4               |  |
|  |                 |                 |                 |                 |         | Tonga           | Tonga           | 3               |  |

### Semifinali 5º posto
| Arbitri: | Philip Mana Nicholas Backo Francis Roni |
| Crono:   | Yahya Alathwani                         |

| |           |  |
| 9’ Hmaen 15’, 33’ Upa 17’ Warekaicane 18’ Ue 24’, 26’, 27’ Jiako 35’ Foubert 39’ Cawa 40’ Guillemain | Marcatori |  |

| Arbitri: | Jonathon Moore Zac Keenan Arnaud Llambrich |
| Crono:   | Charlemagne Waheo                          |

|                                                       |           |                                |
| Timatua 6’, 29’ Joseph 10’, 33’, 34’ Berukilukilu 37’ | Marcatori | 14’ Taualai 14’, 39’ Tumua Leo |

### Semifinali
| Arbitri: | Chris Sinclair Antony Riley Norafendy Norhayalan |
| Crono:   | Rex Kamusu                                       |

|                                                           |           |                                           |
| Riaria 7’, 13’, 18’, 38’ T. Tinomoe 32’, 39’ Hirihiri 40’ | Marcatori | 9’ Matanisiga 20’ Radrigai 21’ Baravilala |

| Arbitri: | Majid Al Hatmi Huynh Thanh Yahya Alathwani |
| Crono:   | Ismail Msawed                              |

|                                                           |           |                         |
| Wisnewski 4’ Ashby-Peckham 18’ Sharplin 28’ Antamanov 40’ | Marcatori | 26’ Otainao 40’ E. Mana |

### Finale 7º posto
| Arbitri: | Arnaud Llambrich Ismail Msawed Philip Mana |
| Crono:   | Charlemagne Waheo                          |

|                                               |           |                                  |
| Polovili 5’ Falepapalangi 17’ Manu'olevao 34’ | Marcatori | 6’, 29’, 39’ Taualai 31’ Nanumea |

### Finale 5º posto
| Arbitri: | Norafendy Norhayalan Yahya Alathwani Huynh Thanh |
| Crono:   | Nicholas Backo                                   |

|                                            |           |                             |
| Hmaen 17’ Upa 24’ Foubert 26’ Pei 36’, 38’ | Marcatori | 4’ Lehi 7’ Joseph 21’ Mesau |

### Finale 3º posto
| Arbitri: | Antony Riley Chris Sinclair Zac Keenan |
| Crono:   | Hiro Deligny                           |

|                                          |           |                                           |
| B. Hughes 27’, 36’ Baravilala 39’ (rig.) | Marcatori | 10’ Otainao 16’, 37’, 37’ E. Mana 39’ Sia |

### Finale
| Arbitri: | Rex Kamusu Jonathon Moore Nicholas Backo |
| Crono:   | Majid Al Hatmi                           |

|  |           |                                                               |
|  | Marcatori | 6’ Ashby-Peckham 28’ Ditfort 29’ Picken 33’ Manickum 39’ Grey |

## Campione
NUOVA ZELANDA
(2º titolo)

## Squadra qualificata al campionato mondiale
La seguente squadra si è qualificata alla FIFA Futsal World Cup 2024:
| Qualificate   | Pres. | Ult. | Miglior risultato |
| ------------- | ----- | ---- | ----------------- |
| Nuova Zelanda | 1ª    | /    | Esordiente        |